# Boghicea (gmina)
Boghicea – gmina w Rumunii, w okręgu Neamț. Obejmuje miejscowości Boghicea, Căușeni, Nistria i Slobozia. W 2011 roku liczyła 2376 mieszkańców.